# 五十嵐久也
五十嵐久也（日语：／ Igarashi Hisaya */?，1940年1月11日—2019年12月10日），日本企业家，原三井住友建设社長，芝浦工业大学理事長。

## 生平
北海道出身。毕业于芝浦工业大学工学部建築学专业。
1964年4月进入鹿島建設公司工作。1996年10月任支店副支店长，1997年6月升任董事。2001年6月升任常务董事。2002年6月任常务董事兼横浜支店长。2005年6月任顾问。
2006年2月就任大和証券SMBC顾问。2006年6月就任三井住友建設代表董事社長兼执行董事社長。2010年4月任三井住友建設董事顾问。
2003年6月就任芝浦工业大学理事。2010年6月开始担任该大学理事长，推进治理体制改革。
2019年12月10日因恶性淋巴瘤逝世，终年79岁。